# Puerto Paez
Puerto Paez – miasto w Wenezueli, w stanie Apure.